# گوژخووو
گوژخووو (به لاتین: Gorzechowo) یک روستا در لهستان است که در گمینا بروزنگ دوژه واقع شده‌است. گوژخووو ۲۰۱ نفر جمعیت دارد.